# 4Hクラブ

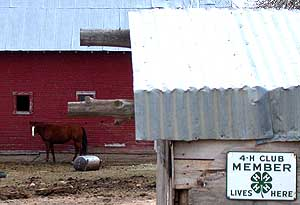
4Hクラブメンバーの表示が右下に貼られている

4Hクラブ（4-H club、フォーエイチクラブ）は、よりよい農村、農業を創るために活動している組織。

## 概要
アメリカ合衆国農務省の管轄下にあり、日本では「青少年クラブ」と名付けているところも多い。
4Hとは、Head（頭）、Heart（心）、Hands（手）、Health（健康）の4つの頭文字で、四つ葉のクローバーをシンボルとする。主に5歳から21歳までの青少年が加入しており、会員数は全米で約900万人。なお、似た名称の「社団法人日本フオアエッチクラブ」があるが、異なる組織である。

## 歴史
1890年代から1900年代初頭にかけて、農業教育への需要が高まるアメリカ各地で農業系の大学や研究所を中心にクラブ活動のような活動が展開され始めた。
これらが発展して1914年には4Hクラブが設立。なお、文書として「4-H Club」が使用されたのは、1918年である。

## 主な活動
LABOパーティとも手を組み日本からホームステイを受け入れている。
日本では、全国農業青年クラブ連絡協議会が組織されている。